# Platycephala
Platycephala is een vliegengeslacht uit de familie van de halmvliegen (Chloropidae).

## Soorten
- P. planifrons (Fabricius, 1798)
- P. rugosa (Nartshuk, 1964)
- P. umbraculata (Fabricius, 1794)